# Prilepska Pivarnica
 (mai 2021).
Si vous disposez d'ouvrages ou d'articles de référence ou si vous connaissez des sites web de qualité traitant du thème abordé ici, merci de compléter l'article en donnant les références utiles à sa vérifiabilité et en les liant à la section « Notes et références ».
Prilepska Pivarnica (code MBID : PPIV) est une brasserie macédonienne qui a son siège social à Prilep. Elle entre dans la composition du MBID, un indice de la Bourse macédonienne.

## Historique
La brasserie existe depuis 1924. Son activité, interrompue par la Seconde Guerre mondiale, ne reprend qu'en 1952. Elle produit sa bière historique, la Krali Marko, ainsi que, depuis 2000, la Zlaten Dab. En 1980, l'entreprise a également commencé à produire du Pepsi-Cola, du 7 Up et du Mirinda, et en 2002, elle a lancé Bloom, sa propre marque de jus de fruits. Actuellement, l'usine produit 582 000 hectolitres de bière par an.

## Les bières

### Krali Marko
La Krali Marko (en macédonien Крали Марко) est la bière historique de la brasserie et existe depuis 1924. C'est une lager blonde claire, faite avec  11 % de malt. Son nom rend hommage à Marko Mrnjavčević, un prince du XIVe siècle originaire de Prilep et connu à travers les Balkans grâce à de nombreuses légendes épiques construites autour de sa vie.

### Zlaten Dab
La Zlaten Dab (en macédonien Златен Даб) existe depuis 2000. C'est une Pils, faite avec  11 % de malt. Son nom signifie « chêne doré ».

### Majstorsko
La Majstorsko (en macédonien Мајсторско) existe depuis 2011. C'est une lager faite avec 8 % de malt. Son nom signifie « du maître ».

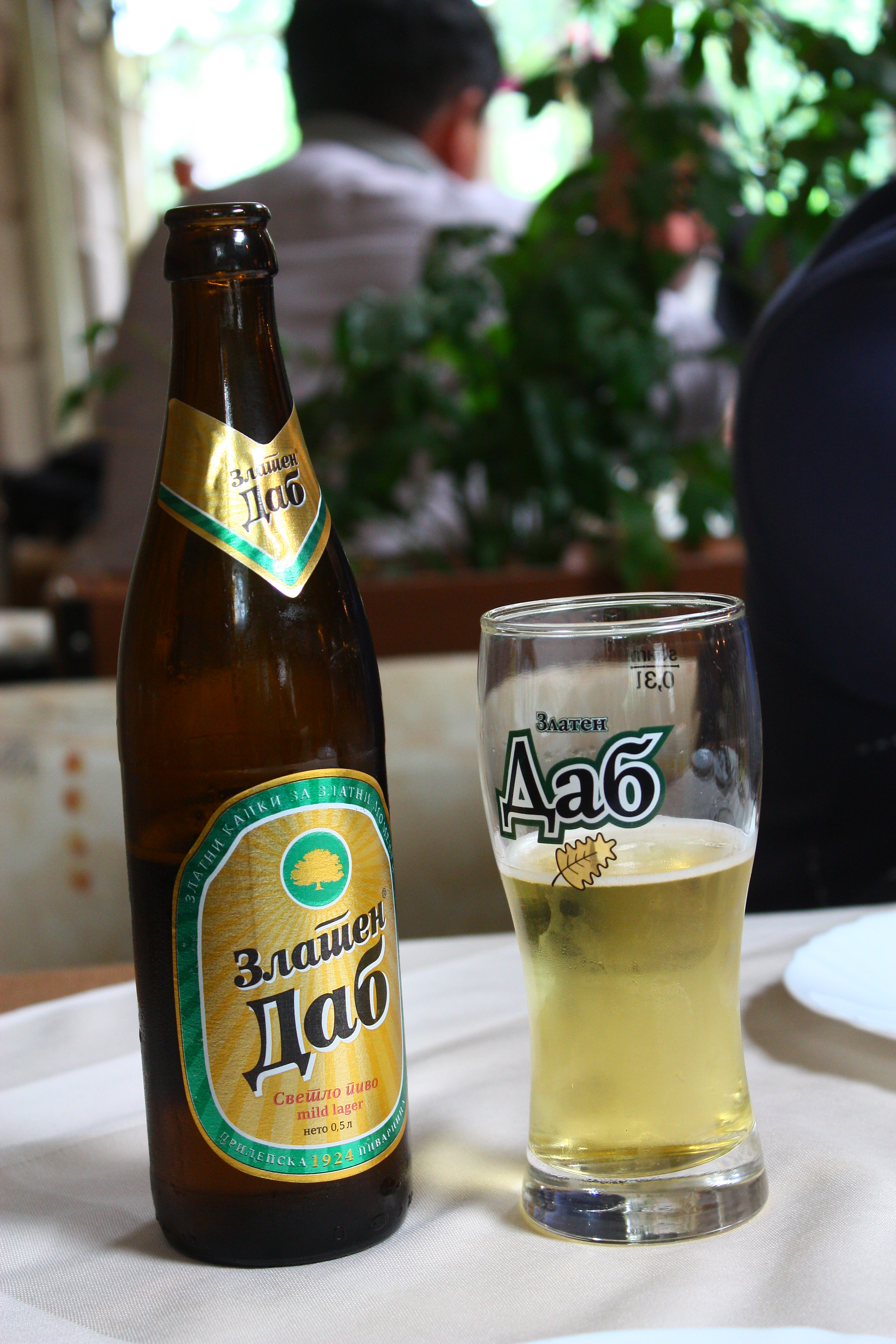
Une bouteille et un verre de Zlaten Dab